# Zala
Pour les articles homonymes, voir Zala (homonymie).
Zala est un comitat de l'ouest de la Hongrie. Il tire son nom de la rivière Zala qui le traverse. Il est limitrophe de la Slovénie, de la Croatie et des comitats de Vas, Veszprém et de Somogy. Le lac Balaton est partiellement situé dans ce département. Depuis 1998, le megye de Zala appartient à l'eurorégion de Pannonie Occidentale.

## Organisation administrative

### Districts
Jusqu'en 2013, le comitat était divisé en micro-régions statistiques (kistérség). À la suite de la réforme territoriale du 1er janvier 2013, elles ont été remplacées par les districts (járás) qui avaient été supprimés en 1984. Désormais, le comitat est subdivisé en 6 districts :
| District                  | Siège         | Superficie | Population | Localités |
| ------------------------- | ------------- | ---------- | ---------- | --------- |
| District de Keszthely     | Keszthely     | 535,91     | 49 969     | 30        |
| District de Lenti         | Lenti         | 624,13     | 19 579     | 18        |
| District de Letenye       | Letenye       | 388,69     | 16 265     | 27        |
| District de Nagykanizsa   | Nagykanizsa   | 907,90     | 78 513     | 49        |
| District de Zalaegerszeg  | Zalaegerszeg  | 1 044,70   | 105 485    | 85        |
| District de Zalaszentgrót | Zalaszentgrót | 282,55     | 15 343     | 20        |

### Villes de droit comital
- Zalaegerszeg (chef-lieu) (pop. 62 158)
- Nagykanizsa (pop 51 102)o

### Communes
- Keszthely ville touristique sur les bords du lac Balaton (pop. 21 944)
- Lenti (pop. 8 559)
- Zalaszentgrót (pop. 7 944)
- Letenye (pop. 4 613)
- Hévíz station thermale comportant un lac d'eau chaude (pop. 4 523)
- Zalalövő (pop. 3 256)
- Zalakaros station thermale composée d'une douzaine de bassins (pop. 1 519)

### Villages notables
- Bocfölde (pop. 1 046)
- Misefa (pop. 319)
- Zalavár (pop. 959)